# Esteban de Durazzo
Esteban de Durazzo (1328 - 1380) fue un noble italiano.

## Biografía
Fue el cuarto hijo del duque Juan de Durazzo y de su segunda esposa Inés de Périgord. Es por lo tanto sobrino del rey Carlos II de Anjou de Reino de Nápoles y descendiente agnático del rey de Francia Luis VIII de Francia padre de San-Luis.
Se convirtió en un cruzado en Portugal, donde en 1340 participó en la Reconquista y participó junto con su primo Alfonso IV de Portugal en la batalla del Salado contra los sarracenos.
En Portugal se le conoce como Estêvão de Nápoles (Esteban de Nápoles), se casó y tuvo un hijo, João Esteves, quien de Catarina Esteves tuvo un hijo natural, Leonardo Esteves, casado con Margarida Anes, dando origen así a la familia portuguesa de de Nápoles o da Veiga de Nápoles; Esta genealogía es cuestionada por algunos estudiosos del linaje.